# La Toya Mason
Pour les articles homonymes, voir Mason.
Pas d'image ? Cliquez ici

a Compétitions nationales et continentales officielles uniquement.

b Matchs officiels uniquement.
Dernière mise à jour le 8 septembre 2014.
La Toya Mason, née le 21 juillet 1984 à Auckland (Nouvelle-Zélande), est une joueuse internationale anglaise de rugby à XV occupant le poste de demi de mêlée.

## Biographie
Elle naît et grandit à Auckland en Nouvelle-Zélande, mais elle décide de représenter l'Angleterre au bénéfice de ses quatre grands-parents, qui sont nés sur le sol anglais.
Elle rejoint l'Angleterre en 2009, elle fait ses débuts internationaux avec l'équipe d'Angleterre de rugby à XV contre l'équipe de Nouvelle-Zélande.
Elle est retenue pour la Coupe du monde en 2010, elle dispute deux rencontres comme titulaire du poste de demi de mêlée, trois comme remplaçante ; l'Angleterre s'incline en finale contre la Nouvelle-Zélande 10 à 13.
Elle est retenue pour la Coupe du monde 2014, elle dispute deux rencontres de poule une comme titulaire et l'autre comme remplaçante. Elle marque un essai contre les Samoa. L'Angleterre termine première de poule avec deux victoires et un match nul 13-13 concédée aux Canadiennes; elle affronte l'Irlande en demi-finale. Elle s'impose puis gagne contre le Canada en finale.
Elle a un diplôme en sports et loisirs et travaille pour le compte de la fédération anglaise, comme cadre technique dans le comté de Surrey dans les écoles et les clubs.

## Palmarès
- Vainqueur de la Coupe du monde en 2014.
- Finaliste de la Coupe du monde en 2010.